# Tandilia melanopis
Tandilia melanopis är en fjärilsart som beskrevs av Paul Dognin 1908. Tandilia melanopis ingår i släktet Tandilia och familjen nattflyn. Inga underarter finns listade i Catalogue of Life.